# Чапаевский сельсовет (Алтайский край)
Чапа́евский сельсове́т — муниципальное образование со статусом сельского поселения и административно-территориальное образование в Алейском районе Алтайского края России. 
Административный центр — село Красный Яр.

## Население
| 1997 | 1998 | 1999 | 2000 | 2001 | 2002 | 2003 | 2004 | 2005 |
| ---- | ---- | ---- | ---- | ---- | ---- | ---- | ---- | ---- |
| 748  | ↘735 | ↘730 | ↘715 | ↗724 | ↘696 | ↘674 | ↗675 | ↘668 |
| 2006 | 2007 | 2008 | 2009 | 2010 | 2011 | 2012 | 2013 | 2014 |
| ↗705 | ↘702 | ↘691 | ↘690 | ↘573 | ↘569 | ↘540 | ↘531 | ↗543 |
| 2015 | 2016 | 2017 | 2018 | 2019 | 2020 | 2021 |      |      |
| ↘529 | ↘510 | ↘494 | ↗498 | ↘493 | ↘488 | ↘471 |      |      |

По результатам Всероссийской переписи населения 2010 года численность населения муниципального образования составила 573 человека, в том числе 289 мужчин и 284 женщины.

## Населённые пункты
В состав сельского поселения входит один населённый пункт — село Красный Яр.